# 高妍
高妍（1996年6月10日—）是臺灣女性漫畫家。

## 生涯
高妍為國立臺灣藝術大學視覺傳達設計系畢業。她就讀大學時，因日本音樂人細野晴臣在2017年到臺灣演出，她在2018年自費獨立出版一本32頁的短篇漫畫《綠之歌》，以表達她對此事的感動，《綠之歌》共出版600本，全部售罄。雖然《綠之歌》僅在臺灣發售，但在日本樂隊Happy End鼓手松本隆發現後，讓細野晴臣本人得知了這部作品。她2019年到日本沖繩做交換學生時，NHK紀錄片團隊聯絡她，稱細野晴臣邀請她參與臺灣演唱會，並讓她成為紀錄片《搖滾師匠：細野晴臣》的一部份。她之後漸漸在日本打開知名度。她為村上春樹在2020年4月出版的《棄貓：關於父親我想說的事》（猫を棄てる 父親について語るとき）繪畫封面以及13幅插畫，成為首位跟村上春樹合作的臺灣創作者。2022年，她首部長篇漫畫作品《綠之歌-收集群風-》在日本漫畫雜誌《月刊Comic Beam》開始連載，並在5月25日在臺日兩地出版單行本上下冊。

## 外部連結
- 高妍的X（前Twitter）